# (6354) Vangelis
(6354) Vangelis es un asteroide perteneciente al cinturón de asteroides descubierto por Eugène Joseph Delporte desde el Real Observatorio de Bélgica, en Uccle, el 3 de abril de 1934.

## Designación y nombre
Vangelis se designó al principio como 1934 GA.
Posteriormente, en 1995, fue nombrado en honor del compositor griego Vangelis.

## Características orbitales
Vangelis está situado a una distancia media de 2,656 ua del Sol, pudiendo alejarse hasta 3,233 ua y acercarse hasta 2,078 ua. Tiene una inclinación orbital de 24,55 grados y una excentricidad de 0,2175. Emplea en completar una órbita alrededor del Sol 1581 días. El movimiento de Vangelis sobre el fondo estelar es de 0,2277 grados por día.

## Características físicas
La magnitud absoluta de Vangelis es 12,2 y el periodo de rotación de 4,039 horas. Está asignado al tipo espectral Cb de la clasificación SMASSII.